# Поєнарій-де-Арджеш
Поєнарій-де-Арджеш (рум. Poienarii de Argeș) — комуна у повіті Арджеш в Румунії. До складу комуни входять такі села (дані про населення за 2002 рік):
- Іоанічешть (280 осіб)
- Поєнарі (559 осіб) — адміністративний центр комуни
- Томулешть (55 осіб)
- Чаурешть (273 особи)

Комуна розташована на відстані 142 км на північний захід від Бухареста, 35 км на північний захід від Пітешть, 100 км на північний схід від Крайови, 106 км на південний захід від Брашова.

## Населення
За даними перепису населення 2002 року у комуні проживали 1167 осіб.
Національний склад населення комуни:
| Національність | Кількість осіб | Відсоток |
| -------------- | -------------- | -------- |
| румуни         | 1157           | 99,1%    |
| цигани         | 8              | 0,7%     |
| угорці         | 1              | 0,1%     |
| турки          | 1              | 0,1%     |

Рідною мовою назвали:
| Мова      | Кількість осіб | Відсоток |
| --------- | -------------- | -------- |
| румунська | 1162           | 99,6%    |
| циганська | 4              | 0,3%     |
| турецька  | 1              | 0,1%     |

Склад населення комуни за віросповіданням:
| Релігія        | Кількість осіб | Відсоток |
| -------------- | -------------- | -------- |
| православні    | 1159           | 99,3%    |
| адвентисти     | 5              | 0,4%     |
| бретрени       | 2              | 0,2%     |
| греко-католики | 1              | 0,1%     |

## Зовнішні посилання
- Дані про комуну Поєнарій-де-Арджеш на сайті Ghidul Primăriilor